# UFC 172
UFC 172: Jones vs. Teixeira foi um evento de artes marciais mistas promovido pelo Ultimate Fighting Championship, ocorrido em 26 de abril de 2014 no Baltimore Arena em Baltimore, nos Estados Unidos.

## Background
O evento principal foi a disputa do Cinturão Meio Pesado do UFC entre o campeão Jon Jones e o desafiante Glover Teixeira. O duelo foi remarcado pela 3ª vez e já foi planejado para os eventos UFC 169, UFC 170 e UFC 171.
Danny Castillo enfrentaria Isaac Vallie-Flagg no evento. Contudo, Castillo foi substituído por Takanori Gomi, ele ainda continua no card, mas agora enfrentará Charlie Brenneman.
Tarec Saffiedine iria enfrentar Jake Ellenberger no evento, porém, ele se lesionou e foi substituído por Robbie Lawler. A luta foi movida para o UFC 173.
Era esperado que Bobby Green enfrentasse Jim Miller no evento, mas uma lesão tirou Green do evento. Yancy Medeiros que enfrentaria Joe Ellenberger nesse mesmo evento foi movido para enfrentar Miller. Para enfrentar Ellenberger retornou ao UFC Vagner Rocha. Porém, Rocha também se lesionou Ellenberger foi retirado do card.

## Card Oficial
Nota 1 Pelo Cinturão Meio Pesado do UFC.

## Bônus da Noite
- Luta da Noite:  Takanori Gomi vs.  Isaac Vallie-Flagg
- Performance da Noite:  Joseph Benavidez e  Chris Beal